# Estadio de Wutaishan
El Estadio de Wutaishan (en chino: 南京五台山体育中心) es un estadio multideportivo ubicado en Nankín, Jiangsu, China. Se terminó de construir en 1953 y es uno de los estadios de fútbol más antiguos de China y también de tecnología más avanzada.
Fue sede de los III Juegos Nacionales de la ciudad, y de los VI Juegos Nacionales para Personas con Discapacidad y será sede de los Juegos Olímpicos de la Juventud 2014 y acogerá Fútbol, Tenis de mesa y Baloncesto 3vs3
Las instalaciones importantes son los estadios principales de natación y buceo sala, la sala de entrenamiento integral, el salón de bowling, hotel, campos de fútbol de atletismo, pistas de tenis, etc.